# Alexandre Mikhaïlovitch Sibiriakov
Pour les articles homonymes, voir Sibiriakov.
Alexandre Mikhaïlovitch Sibiriakov (en russe : Александр Михайлович Сибиряков, ISO 9 : Aleksandr Mihajlovič Sibirâkov) est un propriétaire de mine d'or russe et un explorateur de la Sibérie, né à Irkoutsk le 8 octobre (vieux style 26 septembre) 1849 et décédé le 2 novembre 1933 à Nice (France).

## Biographie
Alexandre Sibiriakov est diplômé d'une école polytechnique de Zurich, en Suisse. Plus tard, il financera généreusement les expéditions polaires d'Adolf Erik Nordenskiöld et d'A.V. Grigoriev. Il parrainera également la publication d'ouvrages sur l'histoire de la Sibérie. 
Dans les années 1870, il entreprend des voyages commerciaux maritimes en Sibérie et ouvre la voie à des nouvelles routes
En 1880, il tente d'entrer dans l'estuaire de l'Ienisseï par la mer de Kara, sur une goélette. En 1884, Sibiriakov atteint l'estuaire de la Petchora sur le vapeur Nordenskiöld et remonte ce fleuve. Il traverse ensuite l'Oural en utilisant des rennes et atteint Tobolsk par la rivière Tobol. Sibiriakov contribue de manière significative au développement économique de la Sibérie.
Ruiné par la révolution de 1917, il prend le chemin de l'exil et survit grâce à une pension de 3 000 couronnes suédoises versée par le gouvernement suédois à partir de 1920. La Suède le remercie ainsi de l'aide qu'il a apportée quelques années plus tôt à Adolf Erik Nordenskiöld. Il meurt en 1933, pauvre et complètement oublié, à Nice.
Une île de la mer de Kara, à l'embouchure du golfe de l'Ienisseï, et un brise-glace russe portent son nom.